# The Searchers
The Searchers — британская рок-группа, возникшая как часть сцены мерсибита 1960-х годов вместе с The Beatles, The Swinging Blue Jeans, и Gerry and the Pacemakers. В числе хитов группы — «Sweets for My Sweet», «Sugar and Spice», «Needles and Pins», и «Don’t Throw Your Love Away», кавер-версия «Love Potion No. 9» группы The Clovers. Они были, по сути, второй группой из Ливерпуля после Beatles, попавшей в хит-парад в Америке (c «Needles and Pins», на первой неделе марта 1964 года).

## История группы
Изначально основанная как скиффл-группа в Ливерпуле в 1959 году Джоном МакНалли (род. 30 августа 1941 года) и Майком Пендером (Майкл Джон Прендергаст, род. 3 марта 1942 года), группа заимствовала название у классического вестерна 1956 года «Искатели» с Джоном Уэйном в главной роли. Прендергаст утверждает, что название было его идеей, но МакНалли приписывает его «Большому Рону» Вудбриджу (Рональд Вудбридж, род. в 1938 году), их первому вокалисту. Вопрос о происхождении названия остаётся нерешённым.
Группа выросла из ранней скиффл-группы, сформированной МакНалли с его друзьями Брайном Доланом (гитара) и Тони Вестом (бас). Когда другие двое участников потеряли к ней интерес, МакНалли объединился со своим соседом гитаристом Майком Прендергастом. Они вскоре пригласили Тони Джексона (родился 16 июля 1938 года — умер 18 августа 2003 года) с его самодельными бас-гитарой и усилителем и назвали себя «Tony and the Searchers», с Джо Келли на ударных. Келли вскоре ушёл, уступив место Норману МакГарри (род. 1 марта 1942 года). Так на этот состав — МакНалли, Пендер (как он вскоре стал известен), Джексон и МакГарри — теперь ссылаются как на исходный.
Однако МакГарри не продержался долго, и в 1960 году его место занял Крис Крумми (который позже сменил фамилию на «Кёртис»). Позже в том же году Большой Рон прошёл успешное прослушивание в «Мекке» и стал оперным певцом. На его место пришёл Билли Бек, изменивший имя на Джонни Сэндон. Группа совершала регулярные выступления в ливерпульском клубе «Iron Door Club», называя себя «Johnny Sandon and the Searchers».
Сэндон покинул группу в конце 1961 года, чтобы в феврале 1962 года присоединиться к The Remo Four. Группа превратилась в квартет (партии вокала исполняли теперь поочередно все участники) и сократила название до The Searchers, продолжая играть в «Iron Door Club» и в других ливерпульских клубах и нередко давая по три концерта в разных местах за один вечер. Они заключили контракт с клубом «Star-Club» в Гамбурге на 128 дней, с тремя часовыми выступлениями за вечер, начинавшийся с июля 1962 года.
Группа вернулась к выступлениям в «Iron Door Club», там же они записали сессии, которые отправили в звукозаписывающую компанию Pye Records с Тони Хатчем в качестве продюсера. Договор был позже расширен с Kapp Records из Штатов, чтобы продавать их записи с Америке. Хатч играл на пианино в некоторых записях и написал под псевдонимом Фред Найтингейл второй хит группы «Sugar and Spice» — секрет, который он в то время сохранил от группы.
После записи их монументального хита «Needles and Pins» басист Тони Джексон занялся сольной карьерой и был заменён Франком Алленом из Гамбурга из Cliff Bennett and the Rebel Rousers. Крис Кёртис ушёл из группы в 1966 году и был заменён Джоном Блантом, чья манера игры находилась под большим влиянием Кита Муна. Блант, в свою очередь, был заменён на Билли Адамсона в 1970 году. В 1967 году Кёртис сформировал новую группу под названием Roundabout с клавишником Джоном Лордом и гитаристом Ричи Блэкмором. Участие Кёртиса в проекте было недолгим, а Roundabout год спустя превратились в Deep Purple.
Так как музыкальные стили развивались, The Searchers не смогли удержаться на прежних позициях, и хитов у них больше не появлялось. Продолжая записываться на Liberty Records и RCA Records, они пришли к сотрудничеству с британской «Chicken in a Basket», хотя записали побочный хит США в 1971 году с «Desdemona».
Группа продолжала гастролировать в 1970-х годах и была вознаграждена в 1979 году, когда Sire Records подписали с ней мульти-альбомный договор. Были выпущены два альбома: «The Searchers» и «Play for today» (за пределами Англии переименованный в «Love’s Melodies»). Обе записи были одобрены критиками, но не попали в чарты. Они, тем не менее, возродили карьеру группы.
Со слов Джона МакНалли, когда группа была готова отправиться в студию для записи третьего альбома для «Sire», их проинформировали о том, что в связи с реорганизацией лейбла контракт был расторгнут.
Так в 1981 году группа подписала контракт с PRT Records (формально с Pye, их изначальным лейблом) и начала записывать альбом. Но выпущен был только один сингл, «I Don’t Want To Be The One», вместе с «Hollywood». Остальные треки были включены в коллекцию 2004 года, выпущенную в честь 40-летнего юбилея группы.
Вскоре после релиза «PRT» Майк Пендер со скандалом покинул группу и теперь гастролирует как «Mike Pender’s Searchers». МакНалли и Аллан пригласили молодого вокалиста экстра-класса Спенсера Джеймса, чтобы заменить Пендера.
В 1988 году Coconut Records подписали с The Searchers контракт, результатом которого стал альбом «Hungry Hearts». Он содержит обновлённые версии «Needles and Pins» и «Sweets For My Sweets» плюс живую версию «Somebody Told Me You Were Crying». Он и не стал большим хитом, но привлёк внимание к группе.
Сейчас группа продолжает гастролировать с Эдди Ротом, заменившим Адамсона на ударных, и считается одной из самых популярных в Англии концертирующих групп. «The Searchers» соединяют электрические эффекты с акустическим звуком. Майк Пендер, первый вокалист «The Searchers», также гастролирует, но со своей группой «Mike Pender’s Searchers», исполняя хиты «The Searchers» и некоторый собственный материал.
В 2018 году группа объявила, что будет выходить на пенсию, и они закончили свой прощальный тур 31 марта 2019 года. Однако они не исключили возможности проведения реюнион-тура.

## Составы
1957 — 1959
- John McNally: гитара, вокал
- Ron Woodbridge: вокал
- Brian Dolan: гитара
- Joe West: бас
- Joe Kennedy: ударные

1960 — февраль 1962
- John McNally: ритм-гитара, вокал
- Mike Pender: соло-гитара, вокал
- Chris Curtis: ударные, вокал
- Tony Jackson: бас, вокал
- Johnny Sandon: (главный) вокал

Февраль 1962 — июль 1964
- John McNally: ритм-гитара, вокал
- Mike Pender: соло-гитара, вокал
- Chris Curtis: ударные, (главный) вокал
- Tony Jackson: бас, (главный) вокал

Июль 1964 — апрель 1966
- John McNally: ритм-гитара, вокал
- Mike Pender: соло-гитара, вокал
- Chris Curtis: ударные, (главный) вокал
- Frank Allen: бас, (главный) вокал

Май 1966 — декабрь 1969
- John McNally: ритм-гитара, вокал
- Mike Pender: соло-гитара, вокал
- Frank Allen: бас, (главный) вокал
- John Blunt: ударные

Январь 1970 — декабрь 1985
- John McNally: ритм-гитара, вокал
- Mike Pender: соло-гитара, вокал
- Frank Allen: бас, (главный) вокал
- Billy Adamson: ударные

Январь 1986 — ноябрь 1998
- John McNally: ритм-гитара, вокал
- Frank Allen: бас, (главный) вокал
- Billy Adamson: ударные
- Spencer James: соло-гитара, (главный) вокал

Ноябрь 1998 — 2019
- John McNally: ритм-гитара, вокал
- Frank Allen: бас, (главный) вокал
- Spencer James: соло-гитара, (главный) вокал
- Eddie Roth: ударные

## Дискография
Studio vinyl EP"s:
- 1963 — Ain’t Gonna Kiss Ya 1963
- 1963 — Sweets for My Sweet
- 1964 — Hungry For Love
- 1964 — Play the System
- 1964 — When You Walk in the Room
- 1965 — Bumble Bee
- 1965 — Searchers 65
- 1965 — Four By Four
- 1965 — Take Me For What I’m Worth
- 1971 — The Searchers — Mini Monster
- 1978 — The Searchers
- 1980 — Flashback — When You Walk in the Room

Studio vinyl albums
- 1963 — Meet The Searchers
- 1963 — Sugar and Spice
- 1964 — Hear Hear! (US)
- 1964 — It’s the Searchers
- 1964 — Sounds Like the Searchers
- 1964 — This is Us (US)
- 1965 — Take Me for What I’m Worth
- 1972 — Second Take (RCA Victor SF 8289)
- 1979 — The Searchers (Sire SRK-6082 — UK)
- 1981 — Play For Today — (UK version Sire SRK-6086)
- 1981 — Love’s Melodies (USA version)
- 1989 — Hungry Hearts